# 罗斯柴尔德银行
罗斯柴尔德银行（Rothschild & Co）是罗斯柴尔德家族掌控下的一家跨国金融机构，除去银行业务外，也提供政府、公司咨询服务。该银行以为英国贵族提供财务咨询出名，英国皇室也是其顾客。它由罗斯柴尔德家族在英国的公司N M Rothschild & Sons和法国的公司Rothschild & Cie Banque在2003年宣布合并、2011年正式合并而成。